# Laval-d'Aurelle
Pour les articles homonymes, voir Laval.
Laval-d'Aurelle est une ancienne commune française, située dans le département de l'Ardèche en région Auvergne-Rhône-Alpes.

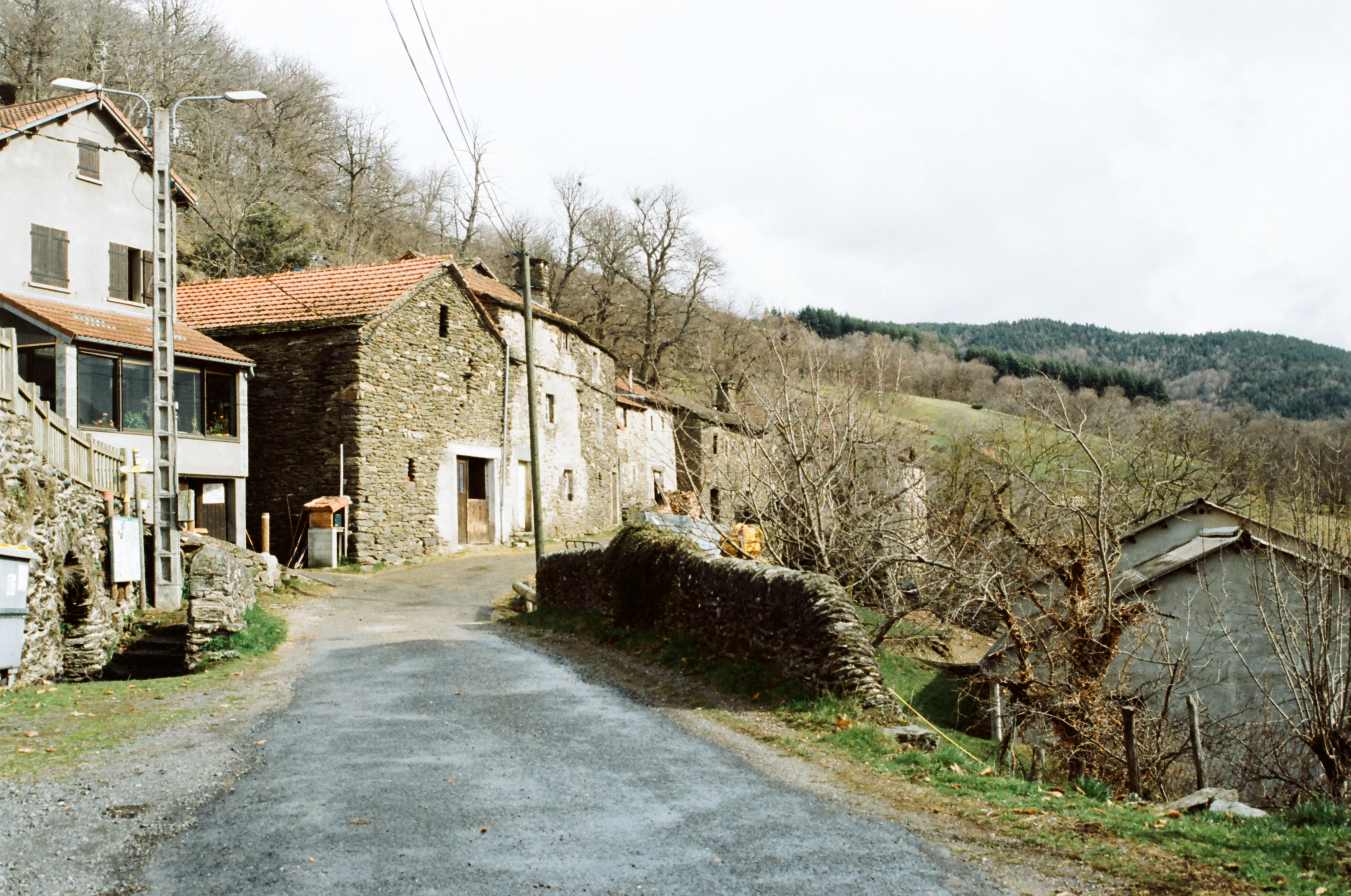
« Centre-ville » de Laval-d'Aurelle

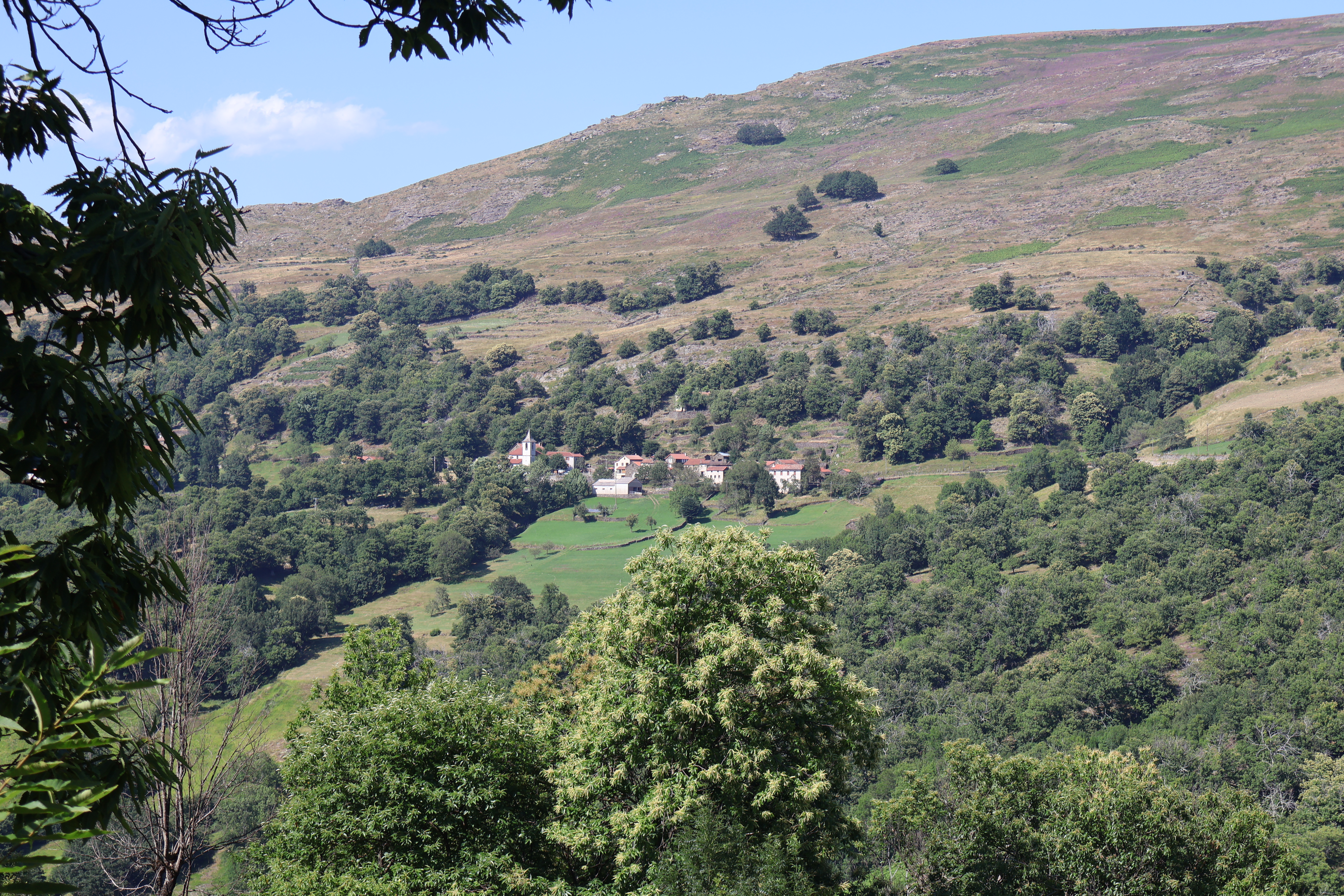
Laval-d'Aurelle : vue du village

## Géographie

### Localisation
La commune est située dans le sud-ouest du département de l'Ardèche. Elle est limitrophe de la Lozère.

### Communes limitrophes
Laval-d'Aurelle est entourée de trois communes, dont deux sont situées dans le département de l'Ardèche et une dans le département de la Lozère.
|                       | Saint-Laurent-les-Bains (Saint-Laurent-les-Bains-Laval-d'Aurelle) |             |
|                       | Laval-d'Aurelle                                                   |             |
| Prévenchères (Lozère) |                                                                   | Montselgues |

## Histoire
En 1851, Laval-d'Aurelle est l'une des deux seules communes des Cévennes vivaraises dont la densité de population est inférieure à 30 habitants/km2. Au XVIIe siècle, les Hautes Cévennes sont pourtant nettement plus peuplées que les plaines des Basses Cévennes, peut-être grâce à la présence du châtaignier dans les hauteurs où il se plaît mieux. Dans les plaines plus basses, c'est le développement du mûrier dès le début du XVIIIe siècle qui a accompagné la croissance démographique commencée au XVIIe siècle.
La commune fusionne le 1er janvier 2019 avec Saint-Laurent-les-Bains pour former la commune de Saint-Laurent-les-Bains-Laval-d'Aurelle dont la création est actée par arrêté du préfet de l'Ardèche en date du 29 octobre 2018.

## Politique et administration
| Période                                  | Période                     | Identité       | Étiquette | Qualité     |
| ---------------------------------------- | --------------------------- | -------------- | --------- | ----------- |
| Les données manquantes sont à compléter. |                             |                |           |             |
| mars 2001                                | mars 2008                   | Raymond Louche |           |             |
| mars 2008                                | En cours (au 24 avril 2014) | Gérard Delenne | DVD       | Agriculteur |

## Démographie
L'évolution du nombre d'habitants est connue à travers les recensements de la population effectués dans la commune depuis 1793. Pour les communes de moins de 10 000 habitants, une enquête de recensement portant sur toute la population est réalisée tous les cinq ans, les populations de référence des années intermédiaires étant quant à elles estimées par interpolation ou extrapolation. Pour la commune, le premier recensement exhaustif entrant dans le cadre du nouveau dispositif a été réalisé en 2006.

En 2016, la commune comptait 40 habitants, en évolution de −28,57 % par rapport à 2010 (Ardèche : +2,48 %, France hors Mayotte : +2,11 %).
| 1793 | 1800 | 1806 | 1821 | 1831 | 1836 | 1841 | 1846 | 1851 |
| ---- | ---- | ---- | ---- | ---- | ---- | ---- | ---- | ---- |
| 196  | 226  | 249  | 275  | 264  | 224  | 221  | 227  | 217  |

| 1856 | 1861 | 1866 | 1872 | 1876 | 1881 | 1886 | 1891 | 1896 |
| ---- | ---- | ---- | ---- | ---- | ---- | ---- | ---- | ---- |
| 216  | 215  | 215  | 216  | 204  | 195  | 198  | 210  | 220  |

| 1901 | 1906 | 1911 | 1921 | 1926 | 1931 | 1936 | 1946 | 1954 |
| ---- | ---- | ---- | ---- | ---- | ---- | ---- | ---- | ---- |
| 208  | 207  | 205  | 198  | 206  | 166  | 160  | 131  | 95   |

| 1962 | 1968 | 1975 | 1982 | 1990 | 1999 | 2006 | 2011 | 2016 |
| ---- | ---- | ---- | ---- | ---- | ---- | ---- | ---- | ---- |
| 90   | 82   | 70   | 50   | 50   | 48   | 58   | 53   | 40   |

## Culture locale et patrimoine

### Lieux et monuments
- Église Saint-Louis de Laval-d'Aurelle